# سیارک ۴۸۸۷
سیارک ۴۸۸۷ (به انگلیسی: 4887 Takihiroi، نامگذاری:1981EV26) چهار هزار و هشتصد و هشتاد و هفتمین سیارک کشف شده‌است که در ۲ مارس ۱۹۸۱ کشف شد.
قدر مطلق سیارک برابر ۱۳٫۴۰ است.